# Fyzikální chemie
Fyzikální chemie je interdisciplinární obor chemie. Využívá poznatků a metod chemie, fyziky, elektrochemie a kvantové mechaniky pro zkoumání makroskopických vlastností látek na molekulární úrovni.
Fyzikální chemie popisuje makroskopické a částicové jevy v chemických systémech z hlediska principů, postupů a pojmů fyziky, jako je pohyb, energie, síla, čas, termodynamika, kvantová chemie, statistická mechanika, analytická dynamika a chemická rovnováha. Aplikuje fyzikální metody na objekty chemie, například změny teploty nebo tlaku v systému dává do vztahu s interakcemi mezi atomy a molekulami.
Fyzikální chemici se snaží popsat vlastnosti látek a jejich transformaci pomocí teoretických a experimentálních metod s cílem stanovit obecně platné matematické vzorce s jasně definovanými jednotkami a přesnými číselnými hodnotami pro všechny relevantní procesy. Fyzikální chemie tak poskytuje teoretické základy pro technickou chemii a procesní inženýrství.
Fyzikální chemie je na rozdíl od chemické fyziky převážně makroskopickou vědou, protože většina jejich principů se týká hromadné struktury látek. Například chemické rovnováhy nebo koloidů.

## Historie fyzikální chemie

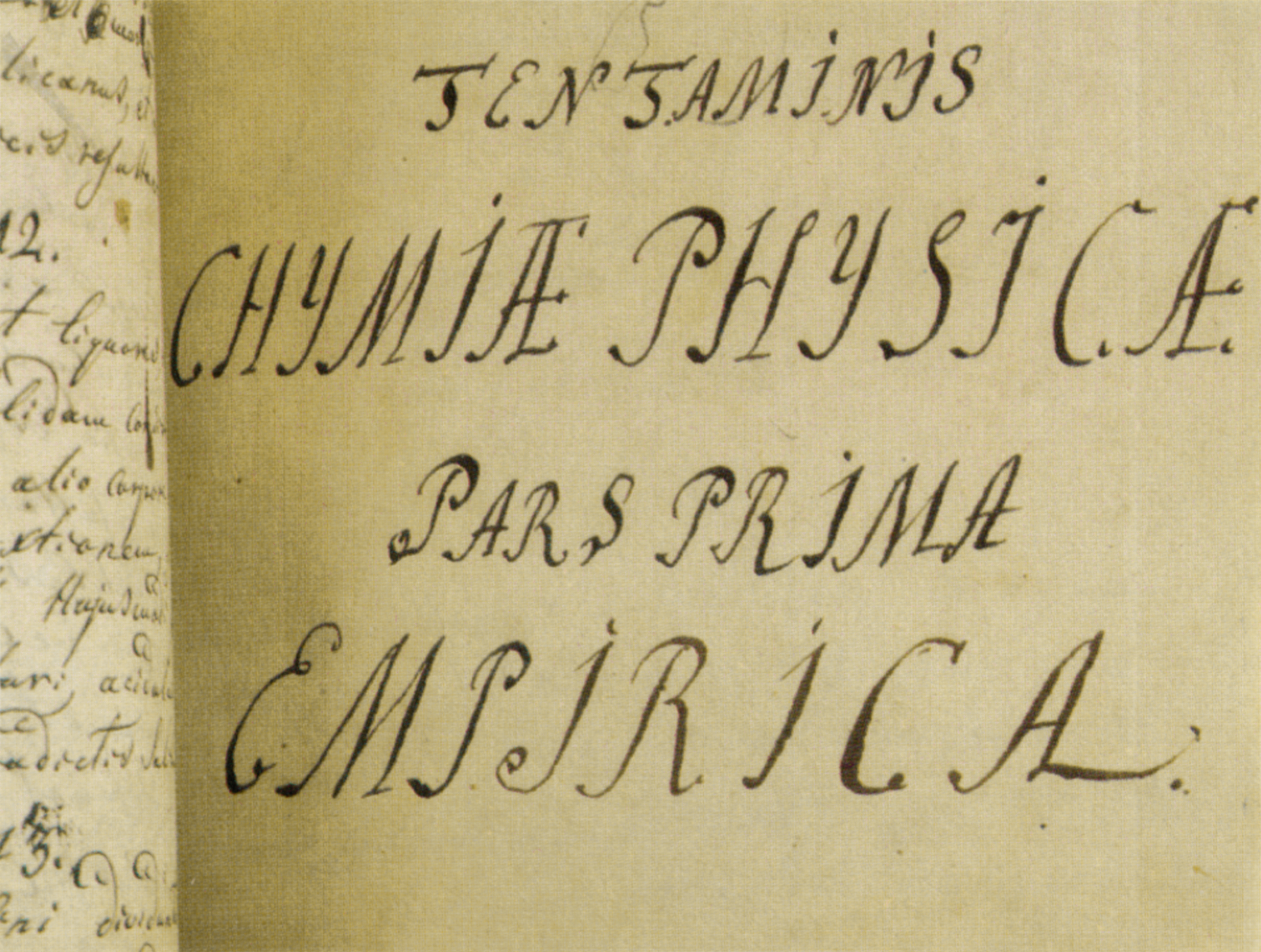
Lomonosovova učebnice fyzikální chemie

Termín fyzikální chemie zavedl Michail Vasiljevič Lomonosov v roce 1752, kdy před studenty Petrohradské univerzity prezentoval přednáškový kurz s názvem Kurz skutečné fyzikální chemie (rusky Курс истинной изической химии). V úvodu těchto přednášek uvedl definici fyzikální chemie:
Fyzikální chemie je věda, která musí podle ustanovení fyzikálních experimentů vysvětlit důvod toho, co se děje ve složitých tělech prostřednictvím chemických operací.

Moderní fyzikální chemie vznikala v 60. až 80. letech 19. století. Jedním z milníků bylo vydání práce O rovnováze heterogenních látek od Josiahema Willardema Gibbse v roce 1876 . Představil zde několik základních kamenů fyzikální chemie, jako je Gibbsova energie, Gibbsův zákon fází a chemické potenciály. Je proto považován za zakladatele fyzikální chemie v anglosaském světě.
Prvním vědeckým časopisem v oblasti fyzikální chemie byl německý časopis Zeitschrift für Physikalische Chemie, založený v roce 1887 Wilhelmem Ostwaldem a Jacobusem Henricusem van 't Hoffem. Společně se Svante Augustem Arrheniem byli tito dva chemici na konci 19. století a na počátku 20. století vůdčími postavami fyzikální chemie. Všichni tři získali v letech 1901–1909 Nobelovu cenu za chemii.
V roce 1890 představili Svante Arrhenius, Jacobus Henricus van 't Hoff, Wilhelm Ostwald a Walther Nernst poprvé fyzikální chemii jako nezávislý předmět na univerzitách.
Vývoj fyzikální chemie v následujících desetiletích ovlivnil Irving Langmuir, který se zabýval aplikací statistické mechaniky na chemické systémy, studiem koloidů a povrchovou chemií.
Ve 30. letech 20. století byl pro fyzikální chemii nejdůležitější objev kvantové mechaniky a její aplikace do kvantové chemie. Teoretický vývoj byl umožněn mnoha novými experimentálními metodami jako je infračervená spektroskopie, mikrovlnná spektroskopie,  spektroskopie nukleární magnetické rezonance a elektromagnetická paramagnetická rezonance.
Další vývoj fyzikální chemie byl ovlivněn objevy v jaderné chemii a astrochemii. Také vývoj výpočetních algoritmů v oblasti aditivních fyzikálně-chemických vlastností přinesl mnoho nových možností. Prakticky všechny fyzikálně-chemické vlastnosti, jako je bod varu, kritický bod, povrchové napětí, tlak par a další vlastnosti, lze přesně vypočítat pouze se znalostí chemické struktury látek.

## Nobelova cena pro českého chemika

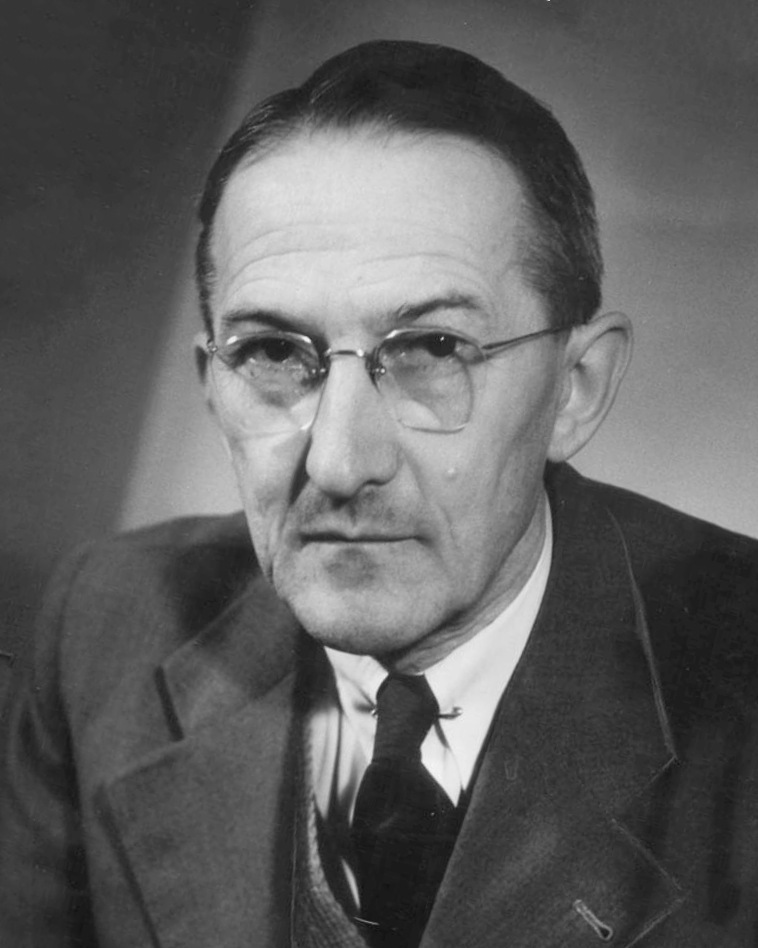
Nositel Nobelovy ceny Jaroslav Heyrovský

Polarografii objevil a propracoval v roce 1922 český chemik Jaroslav Heyrovský jako zcela novou metodu kvalitativní a kvantitativní analýzy. V roce 1959 za ni dostal Nobelovu cenu za chemii.
Polarografie využívá principy a postupy z oblasti fyziky a je na rozhraní fyzikální a analytické chemie Patří mezi elektrochemické analytické metody pro kvalitativní a kvantitativní analýzu chemických prvků a sloučenin, zejména iontů v roztoku. Zatímco voltametrie používá stacionární elektrody, polarografie používá rtuťové kapající elektrody. Elektrický proud potřebný k vylučování prvků z roztoku se při zvyšování napětí také zvyšuje a vytváří typickou schodovitou křivku - polarogram. Podle této křivky dostala tato metoda název polarografie.

## Oblasti fyzikální chemie
Nejdůležitějšími oblastmi fyzikální chemie jsou:
- Studium struktury látek
- Chemická kinetika – reakční rychlost
- Chemická termodynamika - endotermické a exotermické reakce
- Rovnováha chemických reakcí
- Elektrochemie - polarografie
- Fotochemie
- Kvantová chemie
- Spektroskopické vlastnosti látek
- Chemie povrchů a tenkých vrstev
- Fyzikální chemie makromolekul
- Fyzikální chemie koloidů a biopolymerů
- Biofyzikální chemie
- Počítačové simulace ve fyzice mnoha částic
- Numerické metody ve fyzikální chemii